# NGC 5792
NGC 5792 is een balkspiraalstelsel in het sterrenbeeld Weegschaal. Het hemelobject werd op 11 april 1787 ontdekt door de Duits-Britse astronoom William Herschel.

## Synoniemen
- UGC 9631
- MCG 0-38-12
- ZWG 20.38
- IRAS 14557-0053
- PGC 53499